# Braunwald
Braunwald fue hasta el 31 de diciembre de 2010 una comuna suiza del cantón de Glaris. Desde el 1 de enero de 2011 es una localidad de la nueva comuna de Glaris Sur. Hoy en día es conocido principalmente como un balneario y un destino para los deportes de verano e invierno.

## Geografía
Braunwald se encuentra situada al sur del cantón en el valle del río Linth a 1256 m sobre el nivel del mar. La localidad es conocida por su estación de invierno sobre los Alpes glaroneses. El Ortstock es la montaña local de Braunwald y un destino de excursión popular debido a su vista panorámica. En el norte de Braunwald se encuentran los picos Eggstöcke, por los que pasa una vía ferrata, que consta de tres partes. La antigua comuna limitaba al norte con la comuna de Luchsingen, al este con Betschwanden y Rüti, al sur con Linthal, y al oeste con Muotathal (SZ).

## Transporte y turismo
En Braunwald se han establecido numerosos hoteles y pequeñas empresas. El teleférico de material Rüti-Braunwald construido en 1902 fue seguido en 1907 por la inauguración del funicular Linthal (Stachelberg)-Braunwald ("BrB", Braunwaldbahn), el "Grand Hotel (Bellevue)" y el albergue "Adrenalin". Los iniciadores del proyecto ferroviario fueron el fabricante textil Albert Bebié y Josef Durrer, empresario de la construcción ferroviaria y fundador del "Grand Hotel".
El hotel "Tödiblick", la casa de huéspedes "Koller" y el "Ahorn" siguieron, en tiempos recientes, el restaurante "Uhu", el hotel "Cristal" cerca de la escuela de esquí y otros. El tráfico se maneja con vehículos eléctricos y, desde hace algunos años, con pequeños tractores a gasolina.
La infraestructura turística se amplió considerablemente en la segunda mitad del siglo XX: el telesilla Braunwald - Kleiner Gumen se terminó en 1948, el telesilla Seblengrat en 1969. En 1967 se inauguró una nueva estación de montaña de BrB con oficina de correos y oficina de turismo. En 1974 las pistas fueron abiertas por una telecabina y en 1991 por el teleférico del grupo Grotzenbühl. En 1978 se inauguró una piscina cubierta y desde 1982 BrB tiene una conexión directa con SBB. A partir de 1997 entró en servicio la cuarta generación del funicular. En 2001, sin embargo, la situación económica del BrB se tornó tan mala que sólo pudo salvarse gracias a una adquisición por parte del cantón.
Desde 1907 el Braunwaldbahn es el medio de transporte más importante. El funicular está destinado principalmente al transporte de pasajeros, pero también puede transportar pequeñas mercancías. Pertenece a la empresa Braunwaldbahn und Sportbahnen. 

Braunwald es un lugar libre de coches. 

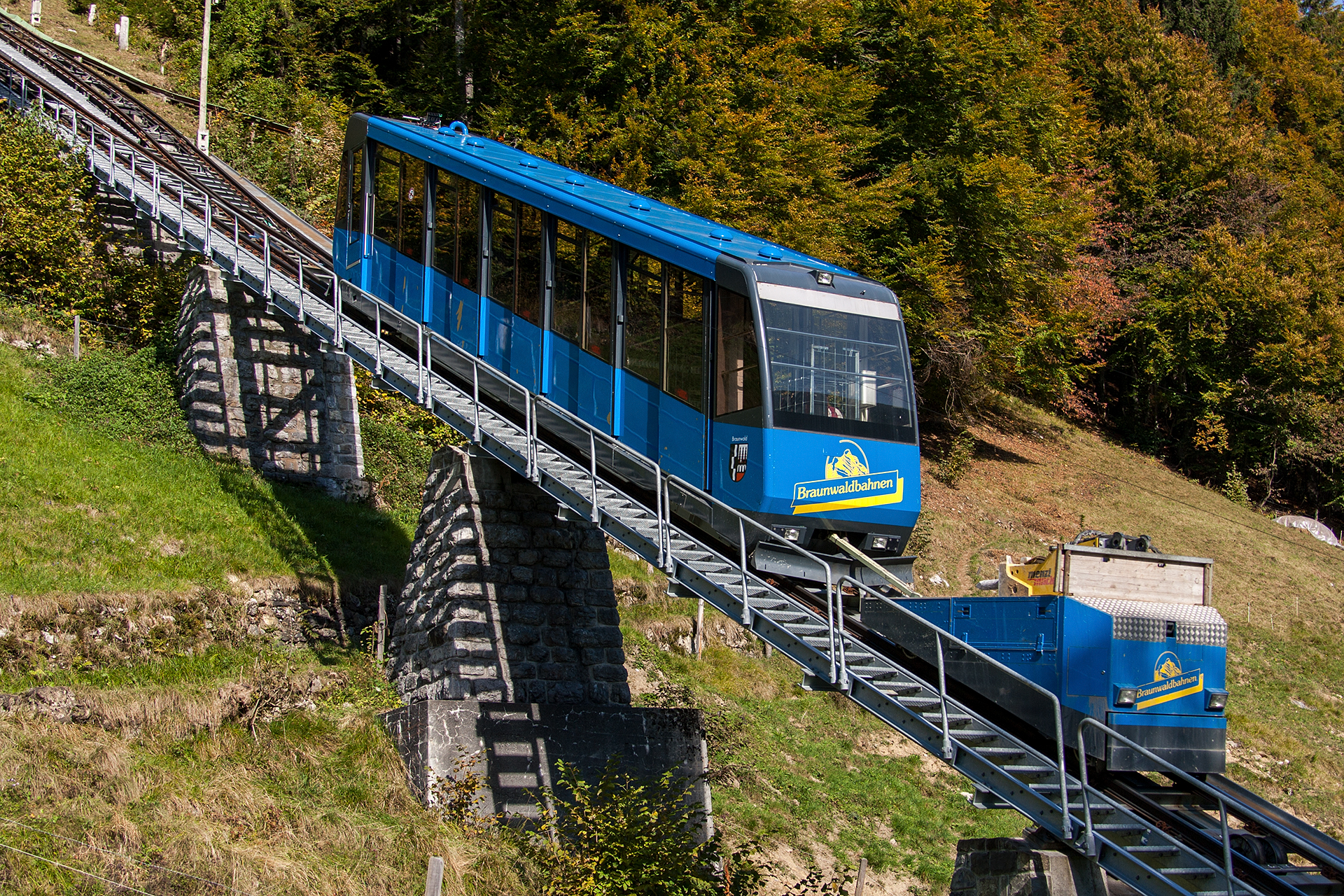
Braunwaldbahn
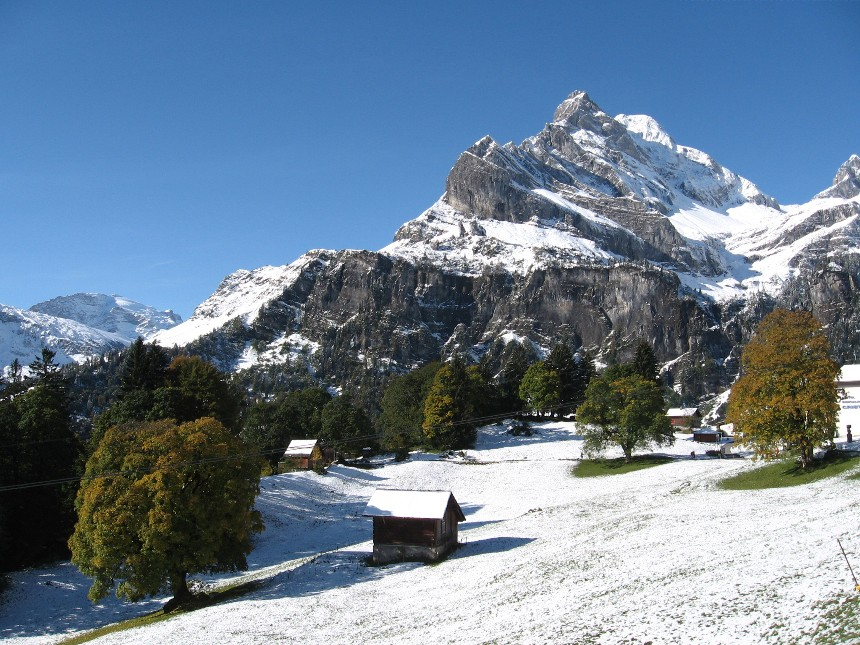
Ortstock
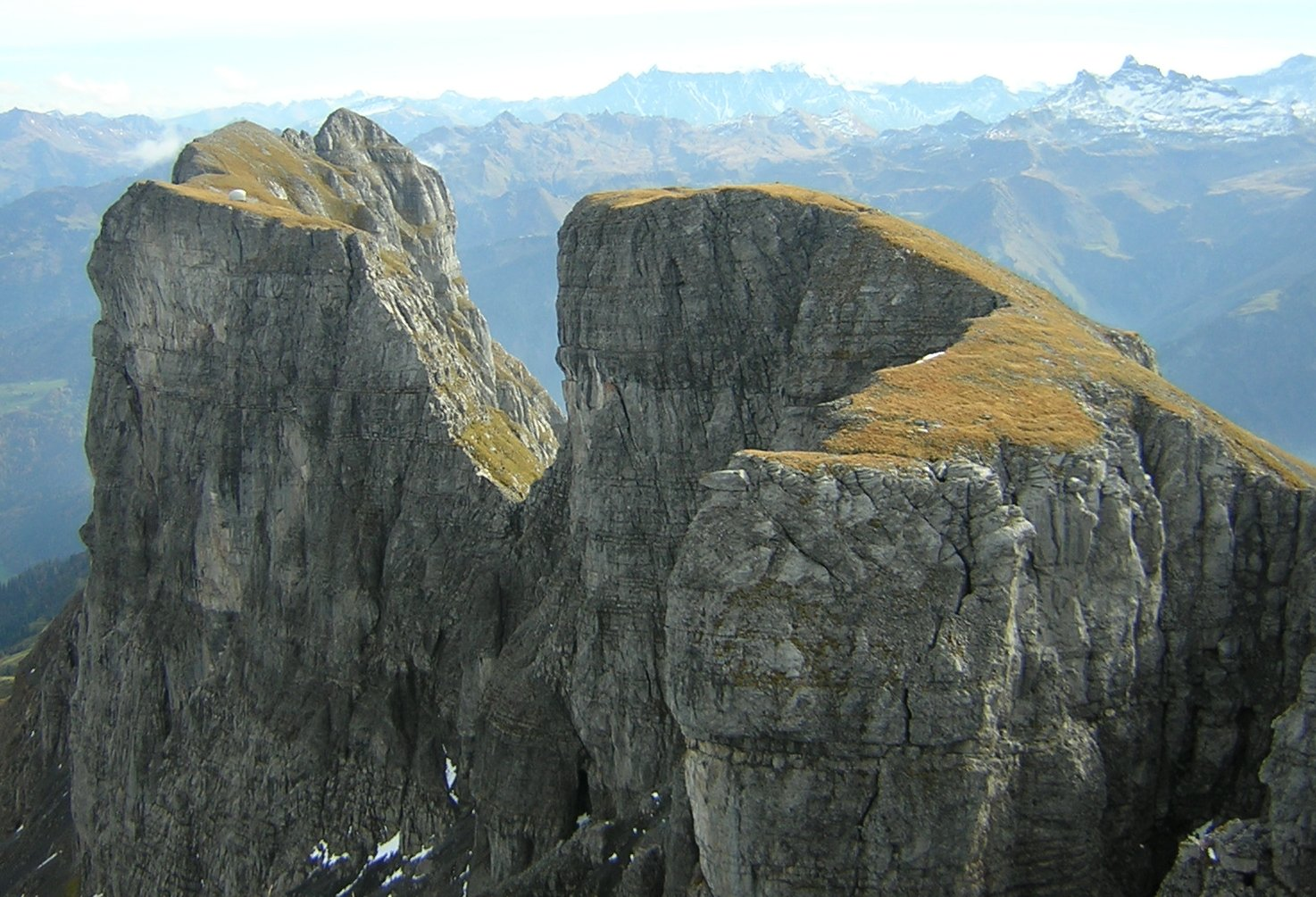
Eggstöcke
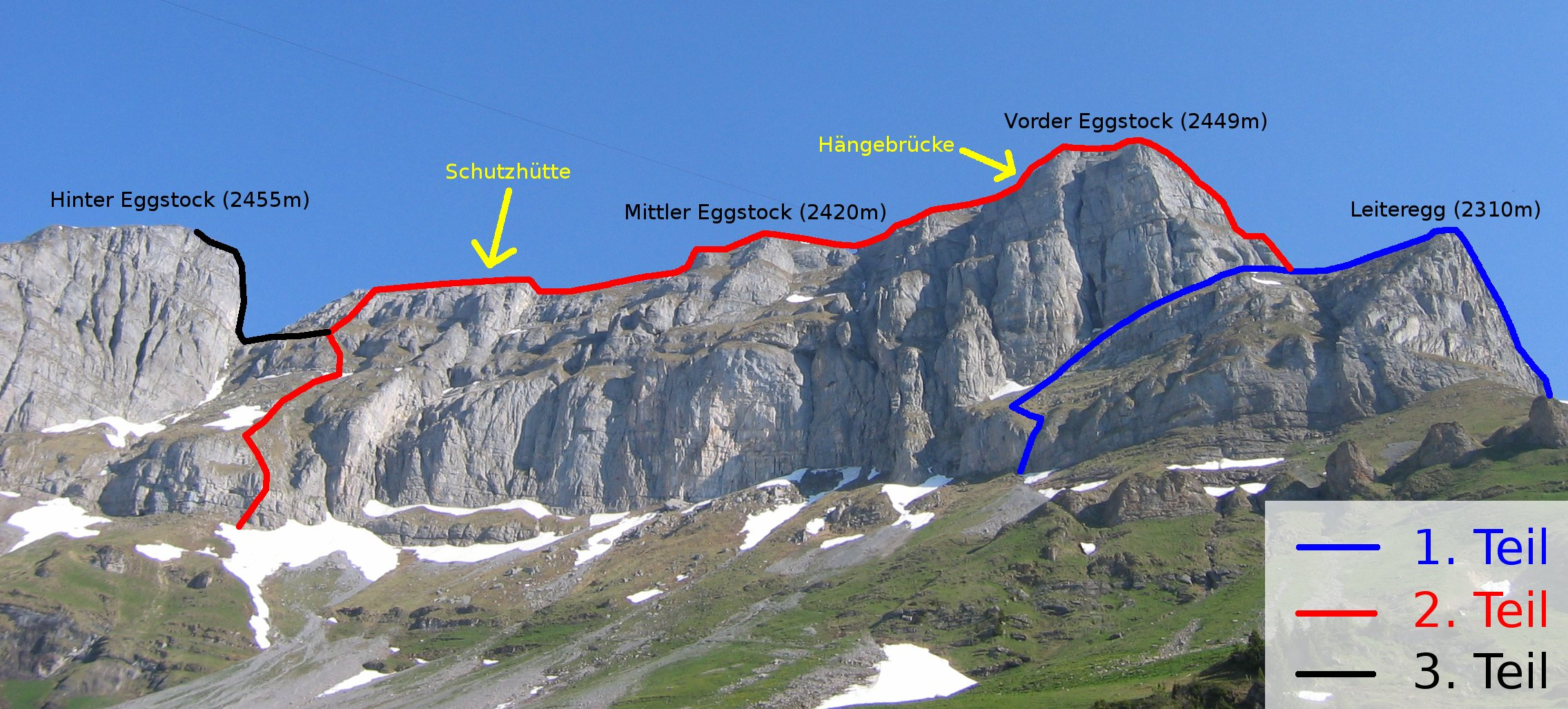
Via ferrata
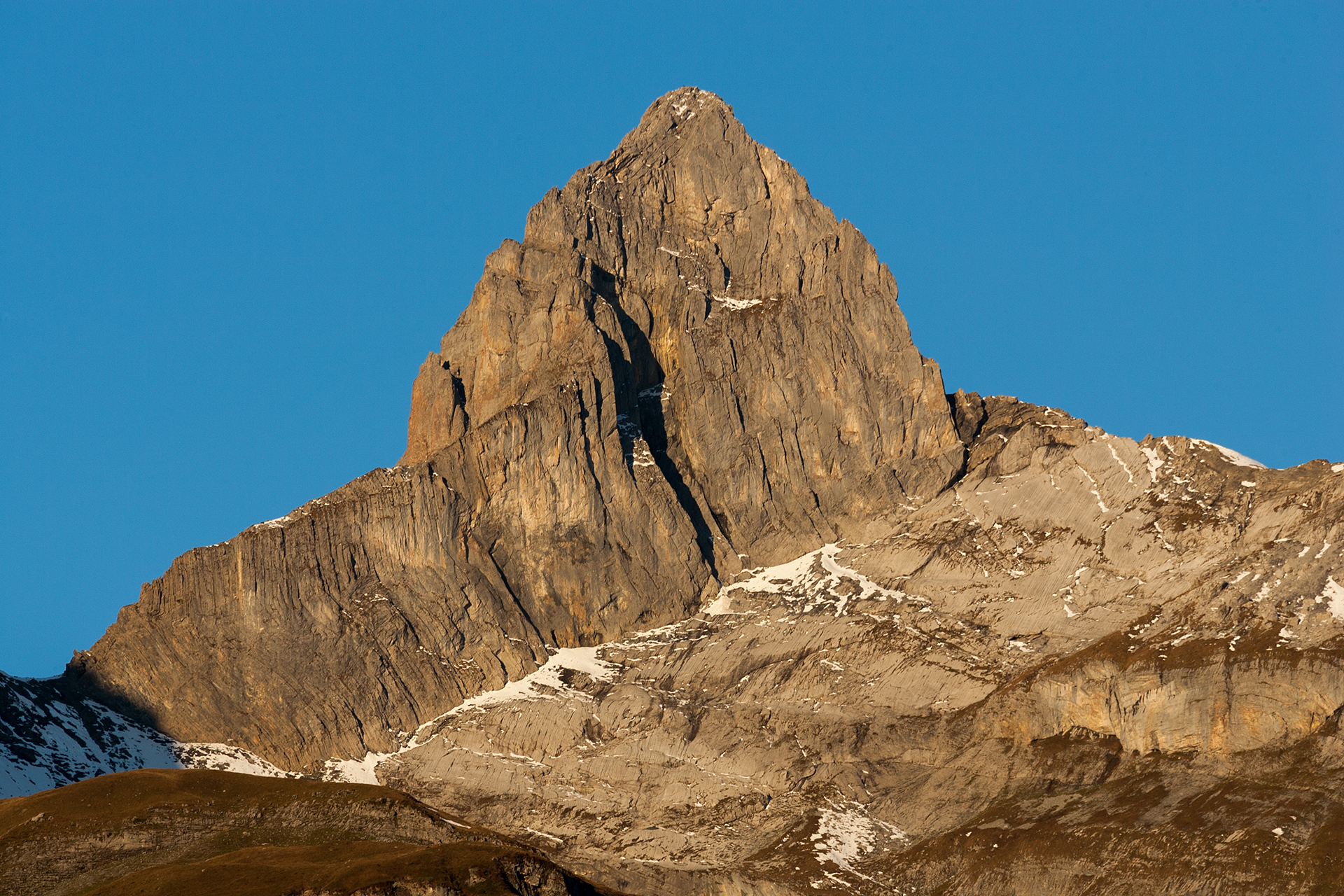
Höchturm